# Piʻipiʻi Kalanikaulihiwakama
Piipii Kalanikaulihivakama (havajski Piʻipiʻi Kalanikaulihiwakama) bila je havajska plemkinja.
Bila je kći poglavice Kamanawe I. i plemkinje Kekuiapoiwe II. te polusestra kralja Kamehamehe I. Velikog. Njezin je stric bio Kameʻeiamoku, brat blizanac njezina oca. Njezina sestra Peleuli udala se za Kamehamehu I.
Bila je unuka Haaea i njegove sestre Kekelaokalani I. te teta kralja Kamehamehe II. i plemkinje Kaoanaehe.